# Lecteria atricauda
Lecteria atricauda är en tvåvingeart som beskrevs av Alexander 1920. Lecteria atricauda ingår i släktet Lecteria och familjen småharkrankar. Inga underarter finns listade i Catalogue of Life.